# Badimiella pteridophila
Badimiella pteridophila är en lavart som först beskrevs av Pier Andrea Saccardo, och fick sitt nu gällande namn av Garn.-Jones & Malcolm. Badimiella pteridophila ingår i släktet Badimiella och familjen Pilocarpaceae.   Inga underarter finns listade i Catalogue of Life.